# Martwa natura z serem, migdałami i preclami
Martwa natura z serem, migdałami i preclami (niderl. Stilleven met kazen, amandelen en krakelingen) – obraz olejny namalowany około 1615 przez flamandzką artystkę Clarę Peeters. Jest to martwa natura zwana bankietową lub śniadaniową, która przedstawia stół zastawiony wiktuałami, w tym trzema rodzajami serów, chlebem, preclami oraz masłem. Kompozycję dopełniają kielich ze szkła weneckiego, ceramiczny dzban na wino lub piwo, srebrny zdobiony nóż oraz miska z migdałami i suszonymi owocami. Obraz utrzymany jest w stylu barokowym. Obecnie znajduje się w zbiorach Mauritshuis w Hadze.

## Opis obrazu
Obraz ma orientację poziomą. Elementy kompozycji ustawione zostały na drewnianym stole, na ciemnym tle. Po lewej stronie znajduje się duży talerz z trzema rodzajami sera – najprawdopodobniej brązowo-zielonym dojrzewającym edamem, goudą oraz trójkątnym serem owczym, z którego odkrojono kawałek. Na serach ustawiony został talerzyk z masłem. Obok, na brzegu stołu, leżą dwa precle, srebrny, bogato zdobiony nóż z wygrawerowanym imieniem i nazwiskiem malarki oraz importowana miska z chińskiej porcelany z niebieskimi zdobieniami, w której znajdują się migdały, suszone figi i rodzynki. Miska ta mogła zostać przedstawiona na prośbę zamawiającego obraz albo jej włączenie do kompozycji było własną inicjatywą malarki. Za miską widać rozsypane rodzynki. Również trzy migdały leżą rozsypane na stole. W tle po prawej stronie znajduje się zdobny złoceniami kielich wypełniony do połowy, chleb oraz zdobiony gliniany dzban z metalową pokrywką. Widoczne na obrazie naczynia i wiktuały przedstawione zostały ze szczególną starannością i dbałością o szczegóły, co jest cechą charakteryzującą twórczość tej malarki. Na pokrywce dzbana można dostrzec miniaturowe odbicie kobiecej twarzy w białym czepku – jest to autoportret Clary Peeters. Malarka, jako jedna z pierwszych w historii sztuki europejskiej, użyła tego zabiegu dla oznaczenia autorstwa swojego obrazu.

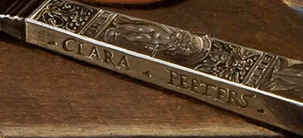
detal – sygnatura malarki

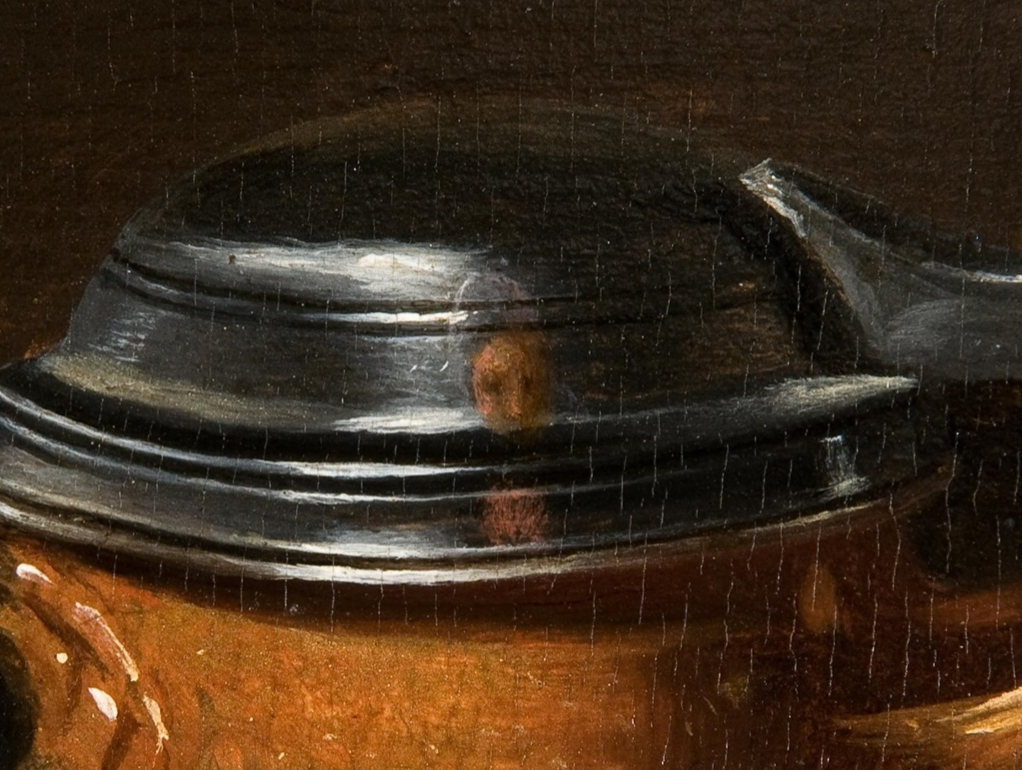
detal – autoportret malarki

### Interpretacja
Przedstawione na obrazie wiktuały składają się na posiłek warstw niższych i średnich, typowy dla czasu i miejsca życia artystki – XVII-wiecznej Flandrii. Obecność na stołach sera i masła była wówczas dość powszechna, nawet gdy rodzina nie była zbyt majętna. Przedstawienie na obrazie wielości rodzajów sera może podkreślać panujący ówcześnie dostatek lub odnosić się bezpośrednio do majętności stołu tego, kto zamówił obraz. Może również mieć cel edukacyjny lub perswazyjny i stanowić przestrogę przed uleganiem pokusom ziemskim, w tym nieumiarkowaniu w jedzeniu. W warstwie symbolicznej na obrazie znaleźć można również odwołanie do Eucharystii. Są to chleb, wino i rodzynki, które mogą być interpretowane jako ciało i krew Chrystusa.